# Csányoszró
Csányoszró Baranya vármegyében, a Sellyei járásban található község.

## Fekvése
Az Ormánság középső-északi részén helyezkedik el, Sellyétől 4 kilométerrre keletre.

### Megközelítése
Legfontosabb közúti megközelítési útvonala a Harkány-Sellye-Darány közt húzódó 5804-es út, ezen érhető el mindhárom említett település irányából. A megyeszékhelyről, Pécsről Vajszlón vagy Szentlőrincen keresztül közelíthető meg, az 5801-es vagy az 5805-ös úton.
A települést a hazai vasútvonalak közül a Barcs–Villány-vasútvonal érinti, amelyen azonban 2007 március eleje óta nem közlekednek vonatok. A legközelebbi vasúti csatlakozási lehetőséget így a Szentlőrinc–Sellye-vasútvonal Sellye vasútállomása kínálja.

## Története
Csányoszró Árpád-kori eredetű település, területe a honfoglalás után a Kán nemzetség birtokai közé tartozott; itt állt az oszrómindszenti apátság kolostora. A későbbi Kiscsány neve 1257-ben szerepelt először az oklevelekben Chan alakban írva, Oszró nevét pedig 1475-ben említették először Osztro alakban. A középkorból a két említett település mellett egy harmadik falut is említenek ugyanerről a területről, Zsen néven, ez a török hódoltság alatt elpusztult. A mai Csányoszró Kiscsány és Oszró 1934-ben történt egyesítése nyomán jött létre.
A falu szövőasszonyai híresek voltak a környéken, de a mintegy 600 lakosú kis ormánsági település még ma is azok közé a falvak közé tartozik, ahol jó néhány háznál megtalálható egy-egy régi szövőszék. Az itt készült, fehér alapon vörös mintákkal díszített szőttesek művészi szépségűek.

## Közélete

### Polgármesterei
- 1990–1994: Mecskei Károly (független)[4]
- 1994–1998: Mecskei Károly (független)[5]
- 1998–2002: Mecskei Károly (független)[6]
- 2002–2006: Mecskei Károly (független)[7]
- 2006–2010: Mecskei Károly (független)[8]
- 2010–2014: Mecskei Károly (független)[9]
- 2014–2019: Nagyfi Endre (független)[10]
- 2019–2024: Mecskei Károly (független)[11]
- 2024– : Komóczi Richárd (Fidesz-KDNP)[1]

## Népesség
A település népességének változása:
| Lakosok száma | 677  | 672  | 656  | 597  | 579  | 557  | 559  | 538  |
|               | 2013 | 2014 | 2015 | 2019 | 2021 | 2022 | 2023 | 2024 |

A 2011-es népszámlálás során a lakosok 91,3%-a magyarnak, 11,8% cigánynak, 1,2% horvátnak, 0,7% németnek, 0,3% románnak mondta magát (8,5% nem nyilatkozott; a kettős identitások miatt a végösszeg nagyobb lehet 100%-nál). A vallási megoszlás a következő volt: római katolikus 48,5%, református 35,1%, görögkatolikus 0,4%, felekezeten kívüli 3,8% (11,6% nem nyilatkozott).
2022-ben a lakosság 91,9%-a vallotta magát magyarnak, 14% cigánynak, 1,3% németnek, 0,5% horvátnak, 0,2% szlovénnek, 0,2% lengyelnek, 3,4% egyéb, nem hazai nemzetiségűnek (8,1% nem nyilatkozott; a kettős identitások miatt a végösszeg nagyobb lehet 100%-nál). Vallásuk szerint 33,2% volt római katolikus, 24,8% református, 0,2% evangélikus, 1,3% egyéb keresztény, 0,7% egyéb katolikus, 16,5% felekezeten kívüli (23,3% nem válaszolt).

## Nevezetességei
- Református temploma 1822-ben épült késő barokk stílusban, berendezése copf stílusjegyeket őriz. Korábban festett fakazettákkal díszítették, de ezek egy átalakítás során eltűntek.[14]
- A település határában található az egykori vasútállomás negyedosztályú felvételi épülete, mely kivételes módon megőrizte eredeti arculatát.